# Ривадавия, Мартин
Мартин Ривадавия (исп. Martín Rivadavia, 22 мая 1852 — 14 февраля 1901), также известный как Коммодор Ривадавия (исп. Comodoro Rivadavia) — аргентинский моряк, отстаивавший суверенитет Аргентины над Патагонией.

## Биография
Родился в 1852 году в Буэнос-Айресе; его родителями были Мартин Ривадавия-и-дель-Пино, и Адела Вильягран Санчес, а дедом — Бернардино Ривадавия, первый президент Соединённых провинций Рио-де-ла-Платы.
В 13-летнем возрасте стал кадетом 3-го эскадрона линейного артиллерийского полка. Затем поступил в Военный колледж Яноша Цеца, но в 1869 году вернулся в свою часть в звании 1-го сержанта. Годом позже перевёлся в военно-морские силы Аргентины, и принял участие в заключительных эпизодах Парагвайской войны на борту кораблей «Павон» и «Гардия Насьональ».
В 1870 году ушёл в отставку из армии, и вместе с одним из своих братьев отправился в Уругвай, чтобы принять участие в шедшем там в то время внутреннем конфликте; когда брат погиб в бою — вернулся в Буэнос-Айрес.
Работал в генерал-капитанстве портов, в 1874 году был произведён во 2-е лейтенанты и получил назначение на шхуну «Росалес», выполнявшей наблюдательные задачи у побережья Патагонии. В 1877 году стал старшим помощником на канонерке «Уругвай», действовавшей у побережья провинции Рио-Негро, а затем — старшим помощником на корвете «Кабо де Орнос».
Будучи повышенным до лейтенанта, и получив под командование канонерку «Конститусьон», он 15 марта 1883 года женился в Кармен-де-Патагонес (где приобрёл земельную собственность) на Исабель Креспо.
В 1885 году был поставлен во главе эскадры реки Рио-Негро. Получив звание капитан-де-фрагата, он 26 ноября 1888 года отправился из Буэнос-Айреса на корвете «Ла-Архентина» в первый учебный поход в Тихий океан. В 1892 году на бронепалубном крейсере «Вейнтисинко де Майо» посетил Европу, где в Ньюкасл-апон-Тайне получил под командование бронепалубный крейсер «Нуэве де Хулио» и отправился на нём в США.
В 1894 году был назначен командиром эскадры. Будучи назначенным президентом отправленной в Европу военно-морской миссии, он наблюдал за строительством бронепалубного крейсера «Буэнос-Айрес», броненосного крейсера «Сан-Мартин», и приобретением броненосного крейсера «Гарибальди».
18 октября 1896 года, будучи в Генуе, Мартин Ривадавия получил звание коммодора. В следующем году он был назначен начальником штаба. В 1898 году Министерство военных и морских дел было разделено на два, и президент Хулио Архентино Рока назначил Ривадавию морским министром.
13 сентября 1900 года по инициативе Ривадавии был принят закон об обязательной воинской повинности для военно-морских сил Аргентины.
После случившегося дома несчастного случая его здоровье пошатнулось, и 14 февраля 1901 года он скончался.

## Память
В честь Мартина Ривадавии названы:
- город Комодоро-Ривадавия в провинции Чубут
- посёлок Министро-Ривадавия в провинции Буэнос-Айрес